# SMS Kaiser Max (1862)
Pour les autres navires du même nom, voir SMS Kaiser Max.
Le SMS Kaiser Max, premier du nom, était une frégate blindée construit pour la marine austro-hongroise dans les années 1860, navire de tête de la classe Kaiser Max.

## Historique
Sa quille a été posée en octobre 1861 au chantier naval Stabilimento Tecnico Triestino ; Kaiser Max a été lancé en mars 1862 et a été achevé en 1863. Il transportait sa batterie principale - composée de seize canons de 48 livres et de quinze canons de 24 livres - dans un arrangement traditionnel en bordée, protégé par une ceinture blindée de 110 mm (4,3 po).
Kaiser Max a participé à la bataille de Lissa en juillet 1866. Il a engagé le navire de défense côtière italien Palestro , qui a ensuite explosé et coulé après avoir subi de violents tirs autrichiens. Kaiser Max est sorti de la bataille en grande partie indemne, à l'exception de dommages mineurs à son entonnoir et à son gréement infligés par la frégate blindée Re d'Italia. Après la guerre, le Kaiser Max est légèrement modernisé en 1867 pour corriger sa mauvaise tenue en mer et améliorer son armement, mais il est néanmoins rapidement dépassé par les développements navals des années 1860 et 1870. Obsolescent en 1873, Kaiser Max a été officiellement "reconstruit", bien qu'en réalité il a subi une  démolition navale pour la ferraille, avec seulement sa plaque de blindage, des pièces de ses machines et d'autres pièces diverses réutilisées dans le nouveau Kaiser Max à batterie centrale de la nouvelle classe Ersatz Kaiser Max.

## Conception
Kaiser Max mesurait 70,78 m (232 pieds 3 pouces) de longueur entre perpendiculaires ; elle avait un maître-bau de 10 m (32 pi 10 po) et un tirant d'eau moyen de 6,32 m (20 pi 9 po). Elle a déplacé 3 588 tonnes. Il avait un équipage de 386 personnes. Son système de propulsion se composait d'une machine à vapeur à expansion unique qui entraînait une hélice unique. Le nombre et le type de ses chaudières à charbon n'est pas connu. Son moteur a produit une vitesse de pointe de 11,4 nœuds (21,1 km h) à partir de 1926 chevaux (1436 kW). Il pouvait parcourir environ 1200 milles marins (2200 km) à une vitesse de 10 nœuds (19 km/h).
Kaiser Max était un navire cuirassé, et il était armé d'une batterie principale de seize canons à chargement par la bouche de 48 livres et de quinze canons à chargement par la bouche rayés de 24 livres de 150 mm (5,9 po). Il portait également un seul canon de 12 livres et un de six livres. La coque du navire était gainée d'une armure en fer forgé de 110 mm (4 po) d'épaisseur.